# Trattato di Pelindaba

     Nazioni che hanno ratificato il trattato
Il trattato di zona franca delle armi nucleari africane, noto anche come Trattato di Pelindaba (dal nome del principale centro di ricerca nucleare del Sudafrica, gestito da The South African Nuclear Energy Corporation che era il luogo dove furono sviluppate, costruite e successivamente immagazzinate le bombe atomiche sudafricane degli anni '70), istituisce una zona libera da armi nucleari in Africa. Il trattato è stato firmato nel 1996 ed è entrato in vigore con la 28ª ratifica il 15 luglio 2009.

## Schema del trattato
Il trattato vieta la ricerca, lo sviluppo, la fabbricazione, lo stoccaggio, l'acquisizione, il collaudo, il possesso, il controllo o la stazionamento di dispositivi esplosivi nucleari nel territorio delle parti del trattato e lo scarico di rifiuti radioattivi nel territorio africano da parte dei firmatari del trattato. Il trattato proibisce inoltre qualsiasi attacco contro gli impianti nucleari nell'area da parte dei firmatari del trattato e impone loro di mantenere i più elevati standard di protezione fisica dei materiali, delle strutture e delle attrezzature nucleari, che devono essere utilizzati esclusivamente per scopi pacifici. Il trattato impone a tutte le parti di applicare integralmente le disposizioni dell'Agenzia internazionale per l'energia atomica a tutte le loro attività nucleari pacifiche. Il trattato ha istituito un meccanismo per verificare la conformità, che comprende l'istituzione della Commissione africana per l'energia nucleare. Il suo ufficio sarà in Sudafrica. Il trattato afferma il diritto di ciascuna delle parti di decidere autonomamente se autorizzare visite di navi straniere e aerei ai suoi porti e aeroporti, sostiene esplicitamente la libertà di navigazione in alto mare e non pregiudica i diritti di passaggio attraverso le acque territoriali garantiti da internazionale legge.

## Area di applicazione
"Zona africana libera da armi nucleari" indica il territorio del continente africano, gli stati insulari membri dell'OUA e tutte le isole considerate dall'Organizzazione dell'Unità africana nelle sue risoluzioni come parte dell'Africa; "Territorio" indica il territorio terrestre, le acque interne, i mari territoriali e le acque arcipelagiche e lo spazio aereo sopra di essi, nonché il fondo marino e il sottosuolo sottostante.
La zona libera da armi nucleari africane (ANWFZ) copre l'intero continente africano e le seguenti isole: Isole Agaléga, Bassas da India, Cabo Verde, Isole Canarie, Cargados Carajos, Arcipelago di Chagos - Diego Garcia, Comore, Europa, Juan de Nova, Madagascar, Mauritius, Mayotte, Prince Edward e Isole Marion, São Tomé e Príncipe, Réunion, Isola di Rodrigues, Seychelles, Tromelin Island, Zanzibar e Pemba Islands.
Questo elenco non menziona le isole oceaniche di St. Helena 1.900 km a ovest dell'Angola meridionale né le sue dipendenze tra cui l'isola di Ascensione e Tristan da Cunha, l'isola di Bouvet  sita a 2.500 km a sud ovest di Città del Capo, le Isole Crozet site a 2.350 km a sud del Madagascar, Kerguelen o Île Amsterdam e Île Saint-Paul, che, con le Samoa americane nell'Oceano Pacifico, sono le uniche terre dell'emisfero meridionale che non si trovano in nessuna delle zone nucleari libere da armi.

## Storia
Il tentativo di rendere l'Africa libera dal nucleare iniziò quando l'Organizzazione dell'Unità Africana dichiarò formalmente il suo desiderio di un Trattato che garantisse la denuclearizzazione dell'Africa al suo primo vertice al Cairo nel luglio 1964. Il trattato è stato aperto alla firma l'11 aprile 1996 al Cairo, in Egitto. Tutti gli Stati dell'Africa sono ammessi a diventare parti del Trattato, che entrerà in vigore alla sua 28a ratifica; i Protocolli entreranno inoltre in vigore in quel momento per quei firmatari del Protocollo che hanno depositato i loro strumenti di ratifica. È stato dichiarato nel 1996 che nessuno stato arabo-africano ratificherà il Trattato fino a quando Israele non rinuncerà al suo programma di armi nucleari. Tuttavia, l'Algeria, la Libia e la Mauritania hanno ratificato il Trattato.
L'Assemblea generale delle Nazioni Unite ha approvato senza voto risoluzioni identiche nel 1997 (due volte), 1999, 2001, 2003, e 2005 invitando gli Stati africani che non l'hanno ancora fatto a firmare e ratificare il Trattato il più presto possibile, in modo che possa entrare in vigore senza indugio e per gli Stati previsti dal Protocollo III di adottare tutte le misure necessarie per garantirne la rapida applicazione. Nel 1995 era stata approvata una risoluzione a sostegno del testo finale del trattato.

## Stati che hanno ratificato o aderenti
A partire dall'ottobre 2018, il trattato è stato ratificato da 40 stati e dalla Repubblica araba dei Saharawi, ed è entrato in vigore il 15 luglio 2009. 
| Stato                                    | Firmato         | depositato        | Modalità |
| ---------------------------------------- | --------------- | ----------------- | -------- |
| Algeria                                  | 1996 aprile 11  | 1998 febbraio 11  | Ratifica |
| Angola                                   | 1996 aprile 11  | 2014 giugno 20    | Ratifica |
| Benin                                    | 1996 aprile 11  | 2007 settembre 4  | Ratifica |
| Botswana                                 | 1998 giugno 9   | 1999 giugno 16    | Ratifica |
| Burkina Faso                             | 1996 aprile 11  | 1998 agosto 27    | Ratifica |
| Burundi                                  | 1996 aprile 11  | 2009 luglio 15    | Ratifica |
| Cameroon                                 | 1996 aprile 11  | 2010 settembre 28 | Ratifica |
| Ciad                                     | 1996 aprile 11  | 2012 gennaio 18   | Ratifica |
| Comore                                   | 1996 aprile 11  | 2012 luglio 24    | Ratifica |
| Repubblica del Congo                     | 1997 gennaio 27 | 2013 novembre 26  | Ratifica |
| Costa d'Avorio                           | 1996 aprile 11  | 1999 luglio 28    | Ratifica |
| Guinea Equatoriale                       |                 | 2003 febbraio 19  | Adesione |
| Etiopia                                  | 1996 aprile 11  | 2008 marzo 13     | Ratifica |
| Gabon                                    | 1996 aprile 11  | 2007 giugno 12    | Ratifica |
| Gambia                                   | 1996 aprile 11  | 1996 ottobre 16   | Ratifica |
| Ghana                                    | 1996 aprile 11  | 2011 giugno 27    | Ratifica |
| Guinea                                   | 1996 aprile 11  | 2000 gennaio 21   | Ratifica |
| Guinea-Bissau                            | 1996 aprile 11  | 2012 gennaio 4    | Ratifica |
| Kenya                                    | 1996 aprile 11  | 2001 gennaio 9    | Ratifica |
| Lesotho                                  | 1996 aprile 11  | 2002 marzo 14     | Ratifica |
| Libia                                    | 1996 aprile 11  | 2005 maggio 11    | Ratifica |
| Madagascar                               |                 | 2003 dicembre 23  | Adesione |
| Malawi                                   | 1996 aprile 11  | 2009 aprile 23    | Ratifica |
| Mali                                     | 1996 aprile 11  | 1999 luglio 22    | Ratifica |
| Mauritania                               | 1996 aprile 11  | 1998 febbraio 24  | Ratifica |
| Mauritius                                | 1996 aprile 11  | 1996 aprile 24    | Ratifica |
| Mozambico                                | 1996 aprile 11  | 2008 agosto 28    | Ratifica |
| Namibia                                  | 1996 aprile 11  | 2012 marzo 1      | Ratifica |
| Niger                                    | Apr 11, 1996    | Feb 22, 2017      | Ratifica |
| Nigeria                                  | 1996 aprile 11  | 2001 giugno 18    | Ratifica |
| Ruanda                                   | 1996 aprile 11  | 2007 febbraio 1   | Ratifica |
| Repubblica Democratica Araba dei Sahrawi | 2006 giugno 20  | 2014 gennaio 27   | Ratifica |
| Senegal                                  | 1996 aprile 11  | 2006 ottobre 25   | Ratifica |
| Seychelles                               | 1996 luglio 9   | 2014 maggio 23    | Ratifica |
| Sudafrica                                | 1996 aprile 11  | 1998 marzo 27     | Ratifica |
| Swaziland                                | 1996 aprile 11  | 2000 luglio 17    | Ratifica |
| Tanzania                                 | 1996 aprile 11  | 1998 giugno 19    | Ratifica |
| Togo                                     | 1996 aprile 11  | 2000 luglio 18    | Ratifica |
| Tunisia                                  | 1996 aprile 11  | 2009 ottobre 7    | Ratifica |
| Zambia                                   | 1996 aprile 11  | 2010 agosto 18    | Ratifica |
| Zimbabwe                                 | 1996 aprile 11  | 1998 aprile 6     | Ratifica |

## Stati che hanno firmato ma non ratificato
Tutti i paesi sono membri dell'Unione Africana
| Stato                            | firmato          |
| -------------------------------- | ---------------- |
| Capo Verde                       | 11 aprile 1996   |
| Repubblica Centrafricana         | 11 aprile 1996   |
| Repubblica Democratica del Congo | 11 aprile 1996   |
| Gibuti                           | 11 aprile 1996   |
| Egitto                           | 11 aprile 1996   |
| Eritrea                          | 11 aprile 1996   |
| Liberia                          | 9 luglio 1996    |
| Marocco                          | 11 aprile 1996   |
| São Tomé e Príncipe              | 9 luglio 1996    |
| Sierra Leone                     | 11 aprile 1996   |
| Somalia                          | 23 febbraio 2006 |
| Sudan                            | 11 aprile 1996   |
| Uganda                           | 11 aprile 1996   |

## Stati non firmatari
| Stato                                              |
| -------------------------------------------------- |
| Sudan del Sud (parte del Sudan fino a luglio 2011) |

## Stati dotati di armi nucleari e zone Africane libere da armi nucleari

Zona libera da armi nucleari
Stati con armi nucleari
Condivisione nucleare (Belgio, Germania, Italia, Paesi Bassi e Turchia)
TNP

Zona libera da armi nucleari
     Stati con armi nucleari
     Condivisione nucleare (Belgio, Germania, Italia, Paesi Bassi e Turchia)
     TNP
| Trattato                 | Regione                  | Superficie     | Stati | Vigente da       |
| ------------------------ | ------------------------ | -------------- | ----- | ---------------- |
| Antartico                | Antartide                | 14.000.000 km2 |       | 23 Gennaio 1961  |
| Spazio extra-atmosferico | Spazio                   |                |       | 10 Ottobre 1967  |
| Tlatelolco               | America Latina Caraibica | 21.069.501 km2 | 33    | 25 Aprile 1969   |
| Fondali marini           | Fondali Marini           |                |       | 18 Maggio 1972   |
| Rarotonga                | Pacifico del Sud         | 9.008.458 km2  | 13    | 11 Dicembre 1986 |
| Bangkok                  |                          | 4.465.501 km2  | 10    | 28 Marzo 1997    |
| MNWFS                    | MOngolia                 | 1.564.116 km2  | 1     | 28 Febbraio 2020 |
| CANWFZ                   | Asia Centrale            | 4.003.451 km2  | 5     | 21 Marzo 2009    |
| Pelindaba                | Africa                   | 30.221.532 km2 | 53    | 15 Luglio 2009   |
|                          | Totale:                  | 84.000.000 km2 | 116   |                  |

Il trattato prevede tre protocolli.
Ai sensi del Protocollo I, gli Stati Uniti, la Francia, il Regno Unito, la Russia e la Repubblica popolare cinese sono invitati a concordare di non utilizzare o minacciare di utilizzare un dispositivo esplosivo nucleare contro una parte del trattato o contro qualsiasi territorio di uno degli stati di cui al protocollo III all'interno la zona africana.
Ai sensi del Protocollo II, gli Stati Uniti, la Francia, il Regno Unito, la Federazione Russa e la Cina sono invitati a concordare di non testare o assistere o incoraggiare la sperimentazione di un dispositivo esplosivo nucleare ovunque all'interno della zona africana.
Il Protocollo III è aperto agli stati con territori dipendenti nella zona e li obbliga a osservare alcune disposizioni del trattato in relazione a tali territori; solo la Spagna e la Francia possono diventarne Parti.
A partire dall'11 Marzo 2011, il Regno Unito, La Francia, La Federazione Russa e la Repubblica Democratica Cinese hanno firmato e ratificato i protocolli, ma gli Stati uniti d'America non li hanno ancora ratificarti. La Spagna non ha né firmato né ratificato il Protocollo III.
Gli Stati Uniti hanno sostenuto il concetto di denuclearizzazione dell'Africa sin dalla prima risoluzione dell'Assemblea generale delle Nazioni Unite su questo tema nel 1965 e hanno svolto un ruolo attivo nella stesura del testo finale del trattato e dei protocolli. Gli Stati Uniti hanno firmato i protocolli I e II nel 1996, ma non li hanno ratificati. Nel maggio 2010, il Segretario di Stato americano Hillary Clinton ha annunciato che l'amministrazione Obama avrebbe presentato questi protocolli al Senato degli Stati Uniti per un consiglio e il consenso alla ratifica.
Lo stato dell'isola di Diego Garcia nell'Oceano Indiano, controllato dal Regno Unito e utilizzato come base militare dagli Stati Uniti, per quanto riguarda il Trattato non è chiaro. Diego Garcia fa parte dell'arcipelago di Chagos rivendicato da Mauritius. Le altre isole dell'arcipelago di Chagos sono considerate in Africa e sono sotto il trattato, ma né gli Stati Uniti né il Regno Unito riconoscono Diego Garcia come soggetto al trattato.

## Applicazione
Per consentire la verifica dell'impegno di non proliferazione nucleare, il trattato impone alle parti di concludere accordi di salvaguardia globali con l'AIEA equivalenti agli accordi richiesti in relazione al trattato di non proliferazione delle armi nucleari (TNP). Ventuno Stati in Africa devono ancora mettere in vigore tali accordi. L'AIEA li incoraggia a mettere in vigore tali accordi il più presto possibile.
Ai sensi dell'articolo 12 (Meccanismo di conformità) del trattato, dopo l'entrata in vigore, le parti convengono di istituire una commissione africana per l'energia nucleare (AFCONE). Oltre ad essere un meccanismo di conformità, la Commissione sarà responsabile dell'incoraggiamento dei programmi regionali e subregionali per la cooperazione negli usi pacifici della scienza e della tecnologia nucleare. L'istituzione di AFCONE inoltre: incoraggerebbe gli Stati africani ad assumersi la responsabilità delle loro risorse naturali, e in particolare del materiale nucleare; e a proteggersi dallo scarico di rifiuti tossici.